# Emilio Turati
Emilio Turati (Orsenigo, 27 oktober 1858 – Gardone Riviera, 23 september 1938) was een Italiaanse entomoloog die gespecialiseerd was in Lepidoptera. 
Emilio Turati was sinds zijn jeugd al geïnteresseerd in de natuur en met name in vlinders. Zijn vader, Ercole Turati was een enthousiast ornitholoog en bezat een verzameling van meer dan 20.000 vogels over ongeveer 7.200 soorten. En zijn broer Vittorio was geoloog en paleontoloog. Hij schreef in totaal 67 wetenschappelijke artikelen, voornamelijk over de vlinders van Italië en dan met name van Sardinië en Sicilië en over de vlinders van Libië (destijds een Italiaanse kolonie). Hij werkte veel samen met Giorgio Krüger, die veel vlinders voor hem verzamelde. De laatste 15 jaar van zijn leven deed hij vlinderonderzoek in Libië. Zijn bijdrage aan de kennis van de Italiaanse en Libische vlindersoorten is groot. Voor zijn werk ontving Turati van de staat de onderscheiding van Cavalliere di gran croce. Turati was getrouwd en had één dochter. Na zijn overlijden is zijn vlindercollectie verdeeld over het Natuurhistorisch Museum van Turijn, het Ferdinandeum en het Natural History Museum in Londen.
- Gemeinsame Normdatei: 117438707
- International Standard Name Identifier: 0000 0000 1363 613X
- Virtual International Authority File: 27848610
- WorldCat: E39PBJfX47x48RbQBJVGPPk4bd